# Vallet (Loire-Atlantique)
Pour les articles homonymes, voir Vallet.
Vallet (prononcé [va.lɛt]) est une commune de l'Ouest de la France, située dans le département de la Loire-Atlantique, en région Pays de la Loire. Cette commune fait partie du pays du Vignoble nantais, un des Pays traditionnel de Bretagne, dans le Pays nantais en Bretagne historique.

## Géographie

Situation de la commune de Vallet dans le département de la Loire-Atlantique.

### Localisation
Vallet est située dans le pays du Vignoble nantais partie du pays traditionnel de Bretagne, à 25 km au sud-est de Nantes et à 8 km au nord de Clisson.
Les communes limitrophes sont La Regrippière, Le Landreau, La Chapelle-Heulin, Le Pallet et Mouzillon en Loire-Atlantique, Sèvremoine en Maine-et-Loire.
Vallet est une commune de l'aire urbaine de Nantes. De 1999 à 2010, l'Institut national de la statistique et des études économiques (INSEE) la considérait comme une commune urbaine isolée multipolarisée par l'aire urbaine de Nantes et l'aire urbaine de Clisson. Elle fait partie de l'espace urbain de Nantes-Saint-Nazaire.

### Hydrographie
La principale rivière qui traverse la commune est la Sanguèze. D'autres rivières et ruisseaux la sillonnent, dont le Gueubert qui fait la limite avec la commune du Landreau et forme la Goulaine à sa confluence avec le Poyet (la Chapelle-Heulin), la Logne (affluent de la Sanguèze), l'Iseron (affluent de la Logne) et la Pétinière (affluent du Gueubert).

### Climat
Pour des articles plus généraux, voir Climat des Pays de la Loire et Climat de la Loire-Atlantique.
En 2010, le climat de la commune est de type climat océanique altéré, selon une étude du CNRS s'appuyant sur une série de données couvrant la période 1971-2000. En 2020, Météo-France publie une typologie des climats de la France métropolitaine dans laquelle la commune est exposée à un climat océanique et est dans la région climatique  Bretagne orientale et méridionale, Pays nantais, Vendée, caractérisée par une faible pluviométrie en été et une bonne insolation.
Pour la période 1971-2000, la température annuelle moyenne est de 11,9 °C, avec une amplitude thermique annuelle de 13,9 °C. Le cumul annuel moyen de précipitations est de 776 mm, avec 12,3 jours de précipitations en janvier et 6,2 jours en juillet. Pour la période 1991-2020, la température moyenne annuelle observée sur la station météorologique de Météo-France la plus proche, « Haie-Fouassière », sur la commune de La Haie-Fouassière à 10 km à vol d'oiseau, est de 12,8 °C et le cumul annuel moyen de précipitations est de 858,5 mm,. Pour l'avenir, les paramètres climatiques de la commune estimés pour 2050 selon différents scénarios d'émission de gaz à effet de serre sont consultables sur un site dédié publié par Météo-France en novembre 2022.

## Urbanisme

### Typologie
Au 1er janvier 2024, Vallet est catégorisée commune rurale à habitat dispersé, selon la nouvelle grille communale de densité à sept niveaux définie par l'Insee en 2022.
Elle appartient à l'unité urbaine de Vallet, une unité urbaine monocommunale constituant une ville isolée,. Par ailleurs la commune fait partie de l'aire d'attraction de Nantes, dont elle est une commune de la couronne,. Cette aire, qui regroupe 116 communes, est catégorisée dans les aires de 700 000 habitants ou plus (hors Paris),.

### Occupation des sols
L'occupation des sols de la commune, telle qu'elle ressort de la base de données européenne d’occupation biophysique des sols Corine Land Cover (CLC), est marquée par l'importance des territoires agricoles (93 % en 2018), en diminution par rapport à 1990 (95,6 %). La répartition détaillée en 2018 est la suivante : 
cultures permanentes (39,4 %), zones agricoles hétérogènes (26,3 %), prairies (19,1 %), terres arables (8,2 %), zones urbanisées (3,9 %), espaces verts artificialisés, non agricoles (1,1 %), zones industrielles ou commerciales et réseaux de communication (1 %), mines, décharges et chantiers (0,6 %), forêts (0,5 %). L'évolution de l’occupation des sols de la commune et de ses infrastructures peut être observée sur les différentes représentations cartographiques du territoire : la carte de Cassini (XVIIIe siècle), la carte d'état-major (1820-1866) et les cartes ou photos aériennes de l'IGN pour la période actuelle (1950 à aujourd'hui).

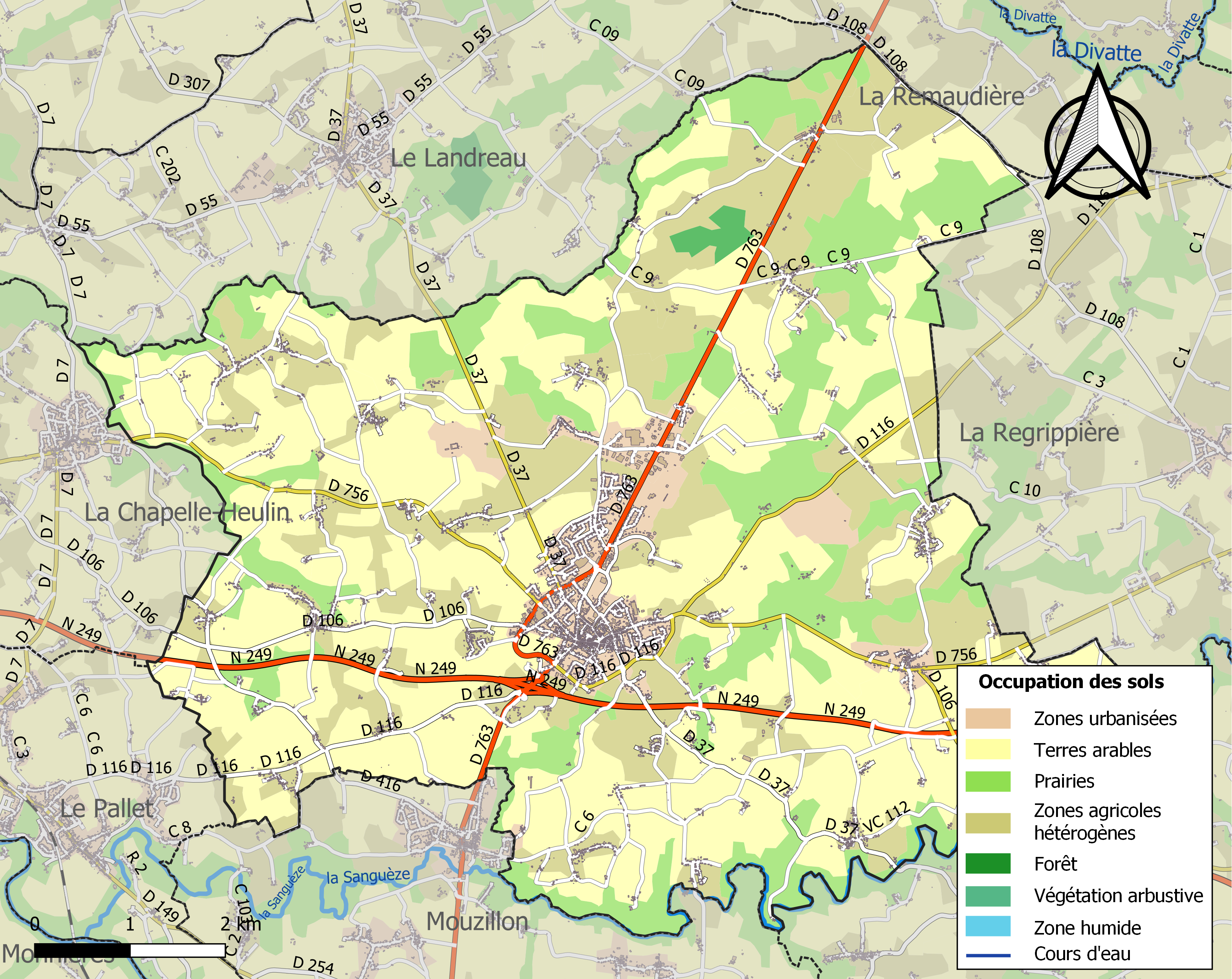
Carte des infrastructures et de l'occupation des sols de la commune en 2018 (CLC).

### Lieux-dits
Vallet compte une dizaine de villages, les plus importants étant Bonne Fontaine, Les Corbeillères, La Chalousière, Les Chaboissières ou encore La Gobinière.

## Toponymie
Le nom de la localité est attesté sous les formes Valeti et Valleti en 1287, Valeys en 1362, Valez au XIVe siècle, Vallet en 1731.
Vallet se trouvant à la limite gallo-poitevine, elle possède un nom local encore en usage : Valette. En gallo comme en poitevin, le nom de la commune se prononce [valɛt] ou [valət].
Bien que peu usités, deux noms en breton ont été inventés au XXe siècle : Gwallez et Gwaled. Le breton n'était pas traditionnellement parlé à Vallet.

## Politique et administration

### Tendances politiques et résultats
Les dernières élections et les tendances politiques de la commune de Vallet :
| Election                                   | Droite | Gauche |
| ------------------------------------------ | --- | --- |
| Élection présidentielle de 2007 (2e tour)  | 58,31 % (Nicolas Sarkozy) | 41,69 % (Ségolène Royal) |
| Élection législative de 2007 (2e tour)     | 63,64 % (Serge Poignant) | 36,46 % (Martine L'Hostis) |
| Élection cantonale de 2008 (2e tour)       | 49,33 % (Paul Dalon) | 50,67 % (René Baron) |
| Élection municipale de 2008                | 45,84 % (Liste Dalon) | 54,16 % (Liste Lacoste) |
| Élection régionale de 2004 (2e tour)       | 57,89 % (Liste Fillon) | 42,11 % (Liste Auxiette) |
| Élection européenne de 2004                | 51,39 % (Listes UMP-MPF-Divers Droite-UDF) | 34,31 % (Listes PS-PCF-Les Verts-Divers Gauche) |
| Élection législative de 2002(1er tour)     | 61,10 % (Serge Poignant) | 18,05 % (Martine L'Hostis) |
| Élection européenne de 1999                | 42,91 % (Listes RPR-UDF-RPF) | 27,39 % (Listes PS-PCF-Les Verts) |
| Élection présidentielle de 2002 (1er tour) | * 51,25 % (Jacques Chirac RPR, François Bayrou UDF, Alain Madelin DL, Christine Boutin FRS, Corinne Lepage CAP 21, Jean Saint-Josse CPNT) * 13,10 % Extrême-Droite (Jean-Marie Le Pen FN, Bruno Megret MNR) | * 25,25 % (Lionel Jospin PS, Jean-Pierre Chevènement MRC, Christiane Taubira PRG, Robert Hue PCF, Noël Mamère LES VERTS) * 10,40 % Extrême-Gauche (Arlette Laguiller LO, Olivier Besancenot LCR, Daniel Gluckstein PT) |
| Élection européenne de 2009                | 56,81 % (Listes UMP-MPF-DLR-DVD-MoDem) | 31,35 % (Listes PS-Europe Ecologie-Front de Gauche) |
| Élection régionale de 2010 (2e tour)       | 51,32 % (Liste Béchu) | 48,68 % (Liste Auxiette) |

La commune de Vallet a approuvé le traité établissant une constitution pour l'Europe lors du référendum de mai 2005 par 54,56 % des voix mais a rejeté le traité de Maastricht en 1992 par 53,68 % des voix.

### Jumelages
Vallet est jumelée avec :
- Alcester (Royaume-Uni)
- San Asensio (Espagne)
- Santo Amaro (Portugal)

## Population et société

### Démographie
La commune de Vallet est la 21e commune la plus peuplée de la Loire-Atlantique devant notamment Ancenis, une des sous-préfectures du département.

#### Évolution démographique
La commune est démembrée partiellement en 1863 pour la création de La Regrippière.
L'évolution du nombre d'habitants est connue à travers les recensements de la population effectués dans la commune depuis 1793. Pour les communes de moins de 10 000 habitants, une enquête de recensement portant sur toute la population est réalisée tous les cinq ans, les populations de référence des années intermédiaires étant quant à elles estimées par interpolation ou extrapolation. Pour la commune, le premier recensement exhaustif entrant dans le cadre du nouveau dispositif a été réalisé en 2006.

En 2022, la commune comptait 9 524 habitants, en évolution de +6,38 % par rapport à 2016 (Loire-Atlantique : +6,68 %, France hors Mayotte : +2,11 %).
| 1793  | 1800  | 1806  | 1821  | 1831  | 1836  | 1841  | 1846  | 1851  |
| ----- | ----- | ----- | ----- | ----- | ----- | ----- | ----- | ----- |
| 5 880 | 3 638 | 4 887 | 5 723 | 5 967 | 5 672 | 5 583 | 5 425 | 6 268 |

| 1856  | 1861  | 1866  | 1872  | 1876  | 1881  | 1886  | 1891  | 1896  |
| ----- | ----- | ----- | ----- | ----- | ----- | ----- | ----- | ----- |
| 6 199 | 6 476 | 5 346 | 5 091 | 5 200 | 4 961 | 4 916 | 4 901 | 4 739 |

| 1901  | 1906  | 1911  | 1921  | 1926  | 1931  | 1936  | 1946  | 1954  |
| ----- | ----- | ----- | ----- | ----- | ----- | ----- | ----- | ----- |
| 4 655 | 4 609 | 4 502 | 4 010 | 4 040 | 4 024 | 4 054 | 4 161 | 4 376 |

| 1962  | 1968  | 1975  | 1982  | 1990  | 1999  | 2006  | 2011  | 2016  |
| ----- | ----- | ----- | ----- | ----- | ----- | ----- | ----- | ----- |
| 4 476 | 4 603 | 4 984 | 5 717 | 6 116 | 6 807 | 7 906 | 8 549 | 8 953 |

| 2021  | 2022  | - | - | - | - | - | - | - |
| ----- | ----- | - | - | - | - | - | - | - |
| 9 468 | 9 524 | - | - | - | - | - | - | - |

#### Pyramide des âges
La population de la commune est relativement jeune.
En 2018, le taux de personnes d'un âge inférieur à 30 ans s'élève à 38,7 %, soit au-dessus de la moyenne départementale (37,3 %). À l'inverse, le taux de personnes d'âge supérieur à 60 ans est de 20,4 % la même année, alors qu'il est de 23,8 % au niveau départemental.
En 2018, la commune comptait 4 462 hommes pour 4 720 femmes, soit un taux de 51,4 % de femmes, légèrement inférieur au taux départemental (51,42 %).
Les pyramides des âges de la commune et du département s'établissent comme suit.
| Hommes | Classe d’âge | Femmes |
| ------ | ------------ | ------ |
| 0,4    | 90 ou +      | 1,5    |
| 4,8    | 75-89 ans    | 7,7    |
| 13,3   | 60-74 ans    | 13,1   |
| 20,6   | 45-59 ans    | 19,2   |
| 21,4   | 30-44 ans    | 20,5   |
| 16,7   | 15-29 ans    | 16,3   |
| 22,8   | 0-14 ans     | 21,7   |

| Hommes | Classe d’âge | Femmes |
| ------ | ------------ | ------ |
| 0,6    | 90 ou +      | 1,8    |
| 6      | 75-89 ans    | 8,6    |
| 15,1   | 60-74 ans    | 16,4   |
| 19,4   | 45-59 ans    | 18,8   |
| 20,1   | 30-44 ans    | 19,3   |
| 19,2   | 15-29 ans    | 17,4   |
| 19,5   | 0-14 ans     | 17,6   |

### Enseignement

#### Privé
- École Sainte Marie ;
- Collège Saint Joseph.

#### Public
- École Paul Éluard ;
- Collège Pierre Abélard.

### Sports et loisirs
La Commune de Vallet bénéficie de plusieurs équipements destinés à accueillir des événements sportifs et culturels :
- Le Champilambart est une salle multi-usage où ont parfois lieu des expositions ;
- Plusieurs zones sportives (Les Dorices, Le Rouaud et Le Petit Palais) ;
- La médiathèque Mille et une pages ;
- Le cinéma Le Cep ;
- La piscine Naïadolis ;
- Plusieurs centres équestres (centre équestre de Vallet, centre équestre du Rocher, centre équestre des Chaboissières, Écuries de la Sanguèze).

Niveau sport, de nombreuses disciplines sont représentées à travers différents clubs et associations :
- Amis des Sentiers Pédestres ;
- Arc Nature Valletais ;
- Association Gymnastique Volontaire ;
- Association Hand Ball Vallet ;
- BMX Club Vallet ;
- Cyclo Club Valletais ;
- Escrime Valletaise ;
- Entente Sportive Valletaise Football ;
- Iron Team 44 ;
- Judo Jujitsu Club du Vignoble ;
- Pampres Valletais Basket ;
- RCN Athlétisme (section locale de Vallet) ;
- T.G. Vallet Lutte ;
- Vallet Karaté Club ;
- Vallet Shorinji Kempo ;
- Vallet Tennis Club ;
- Vallet Fitness ;
- Vélo Sport Valletais.

## Économie
L'économie de la commune est menée par 1 000 entreprises dont l'usine Lactalis-Nestlé (desserts laitiers frais, yaourts).
La viticulture est l'emblème de la commune, dénommée Capitale du Muscadet. Depuis 1948, Vallet accueille la foire-exposition Expo’Vall qui se déroule le troisième week-end de mars.

### Tourisme
Parmi les activités touristiques se trouve le labyrinthe du vin[Quoi ?].

## Culture locale et patrimoine

### Lieux et monuments

#### Monuments civils
Les châteaux et domaines de Vallet ont tous été rasés durant la Révolution. Leurs remplaçants datent du XIXe siècle.
- Château de la Botinière ;
- La tourelle du logis Bregeon, datant du XVIe siècle[26] ;
- Château de la Noë Bel-Air[27] ;
- Château du Cleray ;
- Seigneurie du Bois Benoist, datant du XVe siècle ;
- Château des Dorices ;
- Château de la Ferté ;
- Château de Fromenteau, où est situé le labyrinthe des vignes ;
- Château de la Haye-Tessante ;
- Moulin Honoré, moulin à vent du XVIIIe siècle ;
- Château de la Pommeraie ;
- Château de Vénérand ;
- Château de la Blanchetière ;
- Château d'Yseron.

#### Monuments religieux

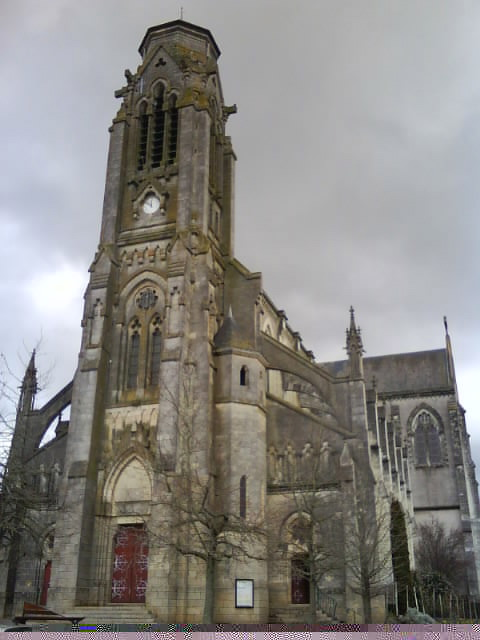
Église Notre-Dame.

Vallet comporte quatre monuments religieux : 
- l'église Notre-Dame du XIXe siècle, de style néogothique ;
- la chapelle de la Sauvionnière datant du XVIIe siècle ;
- la chapelle de la Botinière datant du XVIIe siècle ;
- le calvaire celte à 2 faces du village de la Fécunière.

### Héraldique, logotype et devise
| Blason | Blasonnement : De gueules au cep arraché d'or, tigé, feuillé avec ses grappes du même ; au chef d'hermine. Commentaires : Le chef d'hermine évoque le blasonnement d'hermine plain de la Bretagne, rappelant l'appartenance passée de la ville au duché de Bretagne. Blason conçu par Mlle Lebas (dite « Sœur Marie-Josèphe ») en 1933, adapté en 1942 par la Commission des Sceaux de l'État Français, enregistré le 17 mars 1971. |

La devise de Vallet : Ego Sum Vitis Vos Palmites.

### Personnalités liées à la commune
- Claude Bidé, seigneur de Ranzay et de La Botinière, maire de Nantes de 1652 à 1653 ;
- Henri-Marie-Claude de Bruc-Montplaisir (1751-1826), prélat français, né à Vallet ;
- François-Xavier Le Chauff de la Blanchetière, y est né le 12 mars 1790 ;
- Émile Gabory, né et mort à Vallet, historien-écrivain de la Vendée, archiviste départemental de Vendée, puis de la Loire-Atlantique, refuse sa promotion aux archives de la Seine et refuse de postuler un fauteuil à l'Institut, conseiller municipal et conseiller général de Vallet, un vigneron distingué ;
- François Luneau, religieux, y est né le 5 mars 1890 ;
- Amédée Dubois de La Patellière, peintre, y est né le 5 juillet 1890 ;
- Denys de La Patellière (1921-2013), réalisateur et scénariste français y est inhumé (sa famille possède la seigneurie du Bois-Benoist).